# Новосельцево (Кочкуровський район)
Новосе́льцево (рос. Новосельцево, ерз. Новосельцево) — село у складі Кочкуровського району Мордовії, Росія. Входить до складу Кочкуровського сільського поселення.

## Населення
Населення — 6 осіб (2010; 11 у 2002).
Національний склад (станом на 2002 рік):
- росіяни — 100 %